# Use Your Illusion II
Use Your Illusion II četvrti je album Guns N' Rosesa. To je drugi od dva albuma izdana uz Use Your Illusion turneju. Obdaren singlom "You Could Be Mine," Use Your Illusion II je bio malo popularniji od drugog albuma, debitirajući na prvom mjestu na ljestvicama u SAD-u (iako su odabva dosegla 7x platinastu prodaju).

## Povijest
Use Your Illusion albumi su bili stilistička prekretnica za Guns N' Roses (vidi Use Your Illusion I za raspravu). U dodatku, Use Your Illusion II je više politički okrenut nego prijašnji radovi, s pjesmama poput "Civil War", odraba Dylanove pjesme "Knockin' on Heaven's Door" i "Get in the Ring" koje sadržavaju teme nasilja, provođenja zakona i medija. Tematski materijal se manje bavi korištenjem droge nego prijašnji albumi.
Prvi singl, "You Could Be Mine", je izdan u srpnju 1991. i bio je u filmu Terminator 2: Judgment Day, međutim pjesma nije izdana na soundtracku filma. Sastav je također snimio video spot koji uključuje Arnolda Schwarzeneggera kao Terminatora i zaplet u kojem Axl Rose postaje meta. Stvarna tematika pjesme se bavila Stradlinovom propalom vezom s njegovom bivšom djevojkom Angelom Nicoletti.
Use Your Illusion se mogu gledati kao jedan uradak i određeni elementi s Use Your Illusion II podupiru ovu trvdnju. Naprimjer, oba albuma imaju verziju pjesme "Don't Cry". Oba albuma također imaju jednu obradu pjesme ; "Live and Let Die" Paula McCartneyja (Use Your Illusion I) i "Knockin' on Heaven's Door" Boba Dylana (Use Your Illusion II). Svaki od njih također ima barem jednu pjesmu koju pjevaju ostali članovi sastava: glavni vokal na "So Fine" je otpjevao basist Duff McKagan, glavni vokal na "14 Years" je otpjevao Izzy Stradlin (ritam gitarist Izzy Stradlin pjeva i "Dust N' Bones" i "Double Talkin' Jive" na Use Your Illusion I).
"My World," zadnja pjesma, je bila iznenađenje nekim članovima sastava. Pjesma je solo Axla Rosa i većina članova nije znala da postoji dok album nije izdan.
U dodatku, neke riječi govore značenje imena sastava i nazive albuma:
Iz "Breakdown":
- Funny how everything was roses when we held on to the guns. - Smiješno kako su sve bile ruže kad smo se držali pištolja.

Iz "Locomotive":
- You can use your illusion; Let it take you where it may... - Možeš iskoristiti svoju iluziju; Pusti neka te povede gdje smije...
- I've worked too hard for my illusions just to throw them all away... - Radio sam previše za svoje iluzije da bi ih odbacio...

Napokon, pjesma "Get in the Ring" pljuje po mnogim kritičarima i neprijateljima. Među onima na koje se odnosi poimenice su urednici nekoliko zabavnih časopisa.

## Popis pjesama
1. "Civil War" – 7:36
2. "14 Years" – 4:17
3. "Yesterdays" – 3:13
4. "Knockin' on Heaven's Door" – 5:36
5. "Get in the Ring" – 5:29
6. "Shotgun Blues" – 3:23
7. "Breakdown" – 6:58
8. "Pretty Tied Up (The Perils Of Rock N' Roll Decadence)" – 4:46
9. "Locomotive (Complicity)" – 8:42
10. "So Fine" – 4:04
11. "Estranged" – 9:23
12. "You Could Be Mine" – 5:48
13. "Don't Cry (alternativne riječi)" – 4:40
14. "My World" – 1:23

## Osoblje
| Guns N' Roses - Axl Rose – vokali, piano, klavijature - Slash – gitara, akustična gitara, bendžo - Izzy Stradlin – gitara, prateći vokali, sitar - Duff McKagan – bas-gitara, prateći vokali - Matt Sorum –bubnjevi, udaraljke, prateći vokali - Dizzy Reed – klavir, organ, prateći vokali | Dodatni glazbenici - Howard Teman –klavir - Steven Adler – bubnjevi - Shannon Hoon – vokali - Johann Langlie – zvučni efekti - The Waters – prateći vokali |

## Ostalo
- Jedan stih iz pjesme "You Could Be Mine", "With your bitch slap-rappin' and your cocaine tongue/You get nuthin' done", se također pojavljuje na bilješkama kod Appetite for Destruction.